# Arrondissement Château-Salins
Château-Salins is een voormalig arrondissement van het Franse departement Moselle in de regio Grand Est. De onderprefectuur is Château-Salins.
Het arrondissement is op 1 januari 2015 een samenwerkingsverband aangegaan met het aangrenzende arrondissement Sarrebourg. Hiermee is het in 2016 gefuseerd tot het nieuwe Arrondissement Sarrebourg-Château-Salins, net zoals op 1 januari 2015 al gebeurde met de nieuw gevormde arrondissementen Forbach-Boulay-Moselle, Metz en Thionville.

## Kantons
Het arrondissement was samengesteld uit de volgende kantons:
- Kanton Albestroff
- Kanton Château-Salins
- Kanton Delme
- Kanton Dieuze
- Kanton Vic-sur-Seille

Op 22 maart 2015 zijn deze kantons gefuseerd en vormen met 7 gemeenten in het arrondissement Metz het kanton Saulnois.